# Заставнівська міська територіальна громада
Заставнівська міська територіальна громада — територіальна громада України, в Чернівецькому районі Чернівецької області. Адміністративний центр — м. Заставна.
Площа громади — 46,83 км², населення — 8382 мешканці (2018).
Утворена 2018 року шляхом об'єднання Заставнівської міської ради та Вербовецької сільської ради Заставнівського району.

## Населені пункти
До складу громади входять 3 населених пункти — 1 місто (Заставна) та 2 села: Вербівці, Малий Кучурів.